# 3713 Pieters
3713 Pieters è un asteroide della fascia principale. Scoperto nel 1985, presenta un'orbita caratterizzata da un semiasse maggiore pari a 3,0215653 UA e da un'eccentricità di 0,1026821, inclinata di 11,39221° rispetto all'eclittica.